# Polyalthia igniflora
Polyalthia igniflora är en kirimojaväxtart som beskrevs av David Mark Johnson. Polyalthia igniflora ingår i släktet Polyalthia och familjen kirimojaväxter. Inga underarter finns listade i Catalogue of Life.